# 無敵安樂窩：小貼O仔大冒險
《無敵安樂窩：小貼O仔大冒險》（英語：Home: Adventures with Tip & Oh）是美國電腦動畫電視影集，故事改編自2015年電影《無敵安樂窩》，該系列作為第一部電影之間的橋樑。

## 劇情
這個成長喜劇如下無所畏懼的小緹及過度熱情的歐仔，在他們生活的瘋狂的人類文化與外來文化融合的過程中，他們隨處可見冒險。

## 角色

### 介紹
歐仔（Oh）
被通緝的阿布星族人，與小緹是好朋友。後被選為阿布星族群的新首長。
格蕾杜緹“小緹”·圖希（Gratuity "Tip" Tucci）
12歲小女孩，到處尋找媽媽。
史麥克隊長（Captain Smek）
本片反派，阿布星族群的首長，為人自私自利。後辭離船長職務當上阿布星族的DJ。
露西·圖希（Lucy Tucci）
小媞的母親，與除小媞外全部人類被軟禁在澳大利亞大陸。
凱爾（Kyle）
奉命捉拿歐仔，後為歐仔好朋友。
阿葛族司令（Gorg Commander/Father）
阿布星族死敵，但其實為人友善，因史麥克隊長偷走了阿葛族的蛋而到處尋找阿布星族。真身為一隻海星形狀的外星人。是僅有的一個阿葛族人。

### 配音
| 配音                                | 配音     | 配音     | 配音     | 角色                                        |
| 美國                                | 台灣     | 香港     | 大陸     | 角色                                        |
| ----------------------------------- | -------- | -------- | -------- | ------------------------------------------- |
| 吉姆·帕森斯                         | 納豆     | 李家傑   | 佟大为   | 歐仔（Oh）                                  |
| 蕾哈娜                              | Lulu     | 王慧珠   | 李宇春   | 格蕾杜緹“小緹”·圖希（Gratuity "Tip" Tucci） |
| 史提夫·馬丁                         | 王希華   | 李建良   | 王肖兵   | 史麥克隊長（Captain Smek）                  |
| 珍妮弗·洛佩兹                       | 孫若瑜   | 黃慧慈   | 周帥     | 露西·圖希（Lucy Tucci）                     |
| 馬特·裘斯                           | 陳國偉   | 邱廷輝   | 倪康     | 凱爾（Kyle）                                |
| 布萊恩·斯泰潘內克                   | 使用原音 | 使用原音 | 使用原音 | 阿葛族司令（Gorg Commander/Father）         |
| 布萊恩·斯泰潘內克                   |          |          |          | 阿布星族人（Boov）                          |
| 艾波·勞倫斯                         |          |          |          | 阿布星族廣播員（Boov announcer）            |
| 奈傑爾·W·提爾尼                     |          |          |          | 小孩A（Child A）                            |
| 史蒂芬·齊林 麗莎·史都華特 艾波·文切 |          |          |          | 其他阿布星族人                              |